# San Juan Quiahije
San Juan Quiahije là một đô thị thuộc bang Oaxaca, México. Năm 2005, dân số của đô thị này là 4154 người.